# وزارت آموزش ایالت کوسرائی
وزارت آموزش ایالت کوسرائی سازمانی در ایالت کوسرائی در کشور ایالات فدرال میکرونزی است که مدرسه‌های دولتی در این ایالت را مدیریت می‌کند. دفتر مرکزی آن در شهر توفول، آبخوست للو است.

## مدرسه‌ها
فهرست مدرسه‌های زیر نظر وزارت آموزش ایالت کوسرائی:

### دبیرستان‌ها
- دبیرستان کوسرائی (شهر توفول، منطقه شهرداری للو)

### دبستان‌ها
- دبستان للو، آبخوست للو، منطقه شهرداری للو
- دبستان مالم
- دبستان سانسریک، منطقه شهرداری للو
- دبستان تافونساک
- دبستان اوتوه
- دبستان والونگ، منطقه شهرداری للو